# شراب أغاف

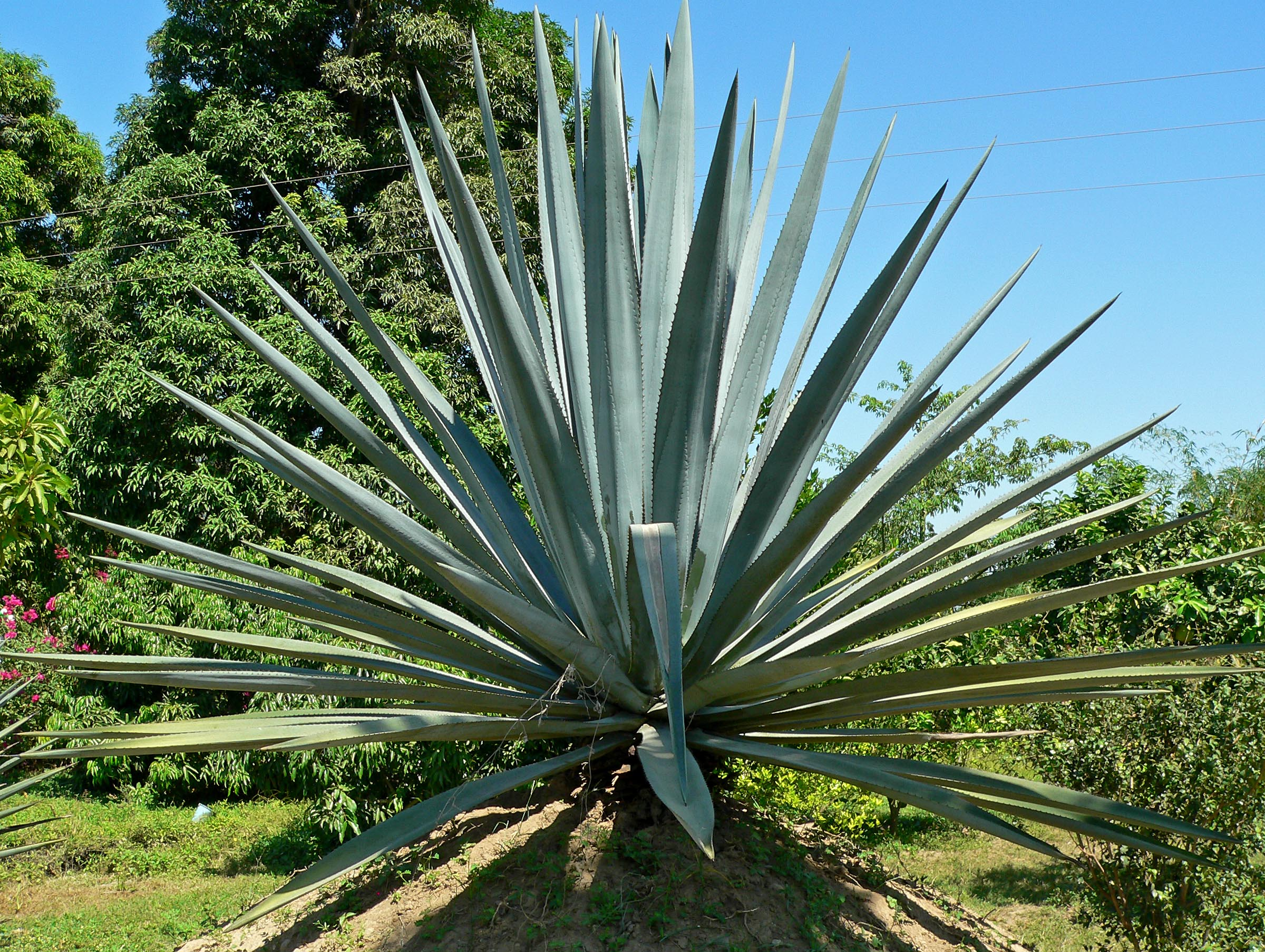
الأغاف الأزرق

شراب الأغاف (بالإنجليزية: Agave syrup)‏ هو شراب مُحَلّي ينتج تجارياً مع عدة أنواع من الأغاف، وهو أكثر حلاوة من العسل ويميل أن يكون أقل لزوجة، معظم الشراب يأتي من مكسيك وجنوب أفريقيا.

## الإنتاج

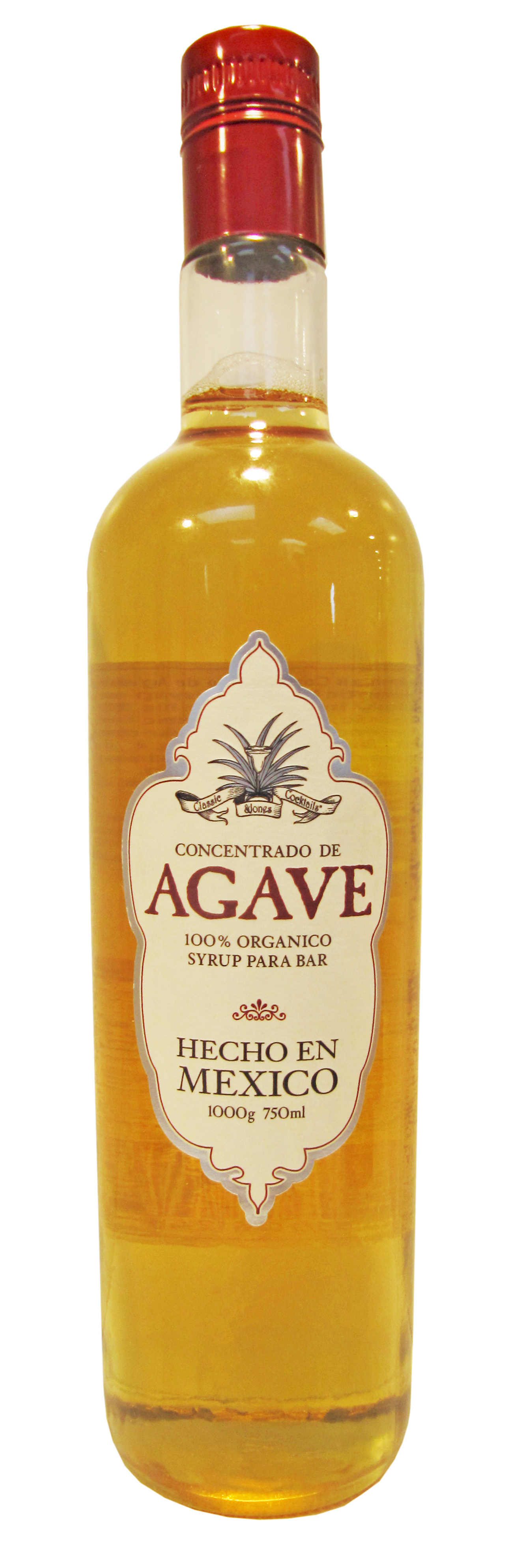
بما إن شراب الأغاف يذوب بسرعة، يمكن إستخدامه كمادة للتحلية عن المشروبات الباردة مثل الكوكتيلات والعصائر، والشاي المثلج

ينتج الشراب عادة من الأغاف الأمريكي و الأغاف الأزرق , حيث يتم قطع أوراق النباتات التي تتراوح أعمارها بين 7 - 14 عاماً، وثم يُستخرج العصير من لب الأغاف، ويُصفى وهو ساخن لفصل السكريات المعقدة إلي سكر بسيط، ثم يتركز هذا العصير المصفي إلى سائل حلو، يكون أرق قليلاً من العسل. 